# Rabienella
Rabienella is een geslacht van uitgestorven kreeftachtigen uit de klasse van de Ostracoda (mosselkreeftjes).

## Soorten
- Rabienella barrandei (Richter, 1869) Groos-Uffenorde & Wang, 1989 †
- Rabienella intermedia (Matern, 1929) Wang, 1987 †
- Rabienella kegeli (Matern, 1929) Wang, 1987 †
- Rabienella materni (Volk, 1939) Wang, 1987 †
- Rabienella volki (Rabien, 1964) Wang, 1987 †